# Jan Zach (sochař)
Jan Zach (27. července 1914, Slaný – 27. srpna 1986) byl český sochař, malíř a designér.

## Život
Na přelomu let 1938 a 1939 pracoval jako umělecký malíř v New Yorku na výzdobě československého pavilonu pro Světovou výstavu v roce 1939. Po vypuknutí druhé světové války se do vlasti nevrátil; 40. léta místo toho strávil v Brazílii, kde spolupracoval např. i s Oscarem Niemeyerem. Od roku 1957 vyučoval sochařství na Oregonské univerzitě. Zemřel v roce 1986 na následky infarktu.

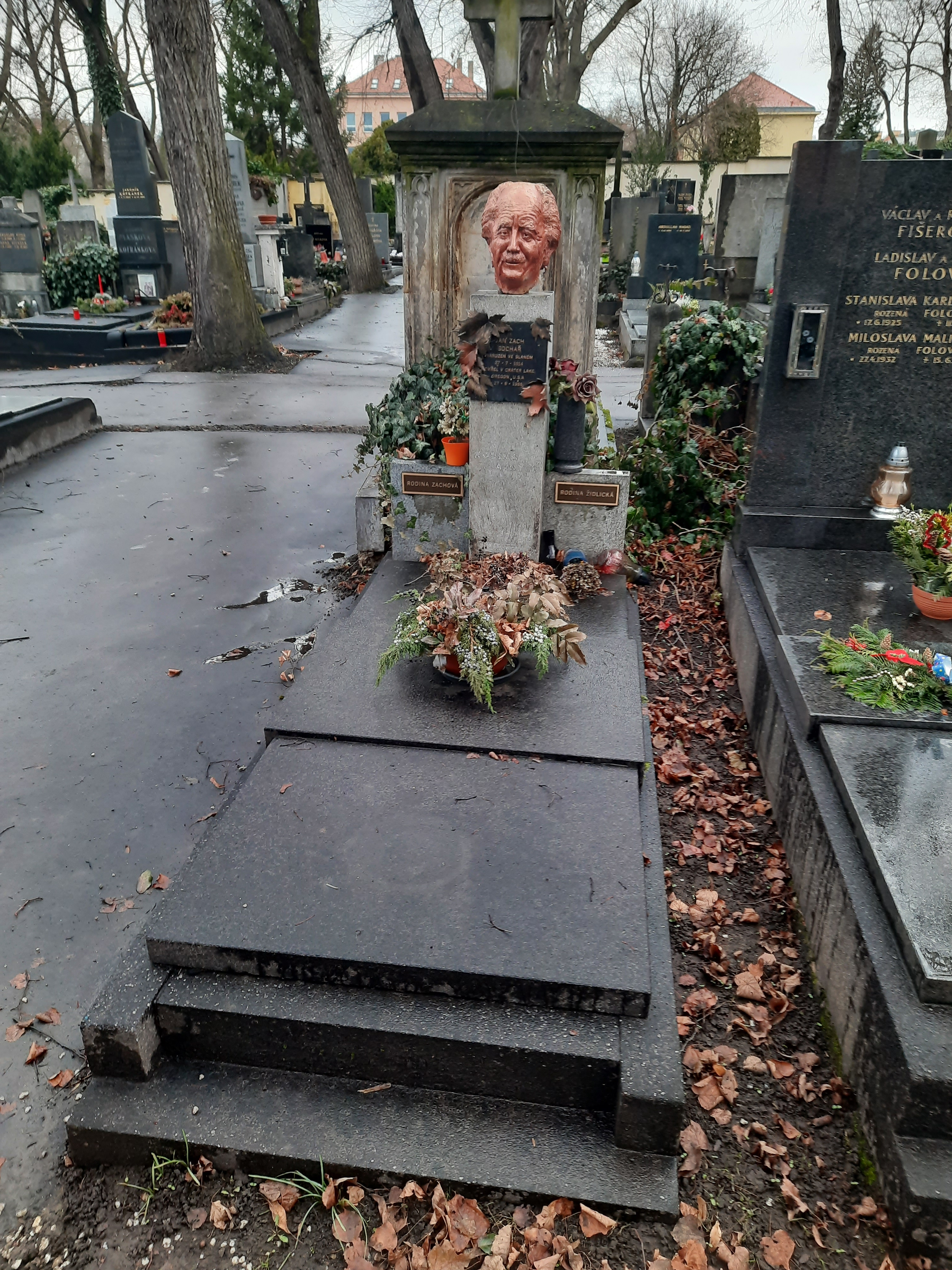
Hrob Jana Zacha na Bubenečském hřbitově

Pohřben byl na Bubenečském hřbitově.

## Výstava ve Slaném
Při objevování práce Jana Zacha pro publikum v České republice sehrálo zásadní roli snažení pracovníků slánského vlastivědného muzea, které vyvrcholilo výstavou ve Slaném na podzim roku 2014. Pod názvem Jan Zach — Návrat domů byla veřejnosti představena největší kolekce Zachových děl v České republice.